# Piaci diszfunkciók
A piaci diszfunkciók a piaci mechanizmus működésének olyan negatív következményei (rendszerhibái), amelyek akkor is érvényesülnek, ha a piaci mechanizmus működésének minden feltétele maradéktalanul érvényesül, ezt az idealisztikus állapotot nevezzük tökéletes versenynek. A piac diszfunkcióinak léte csak az egyik, de nem kizárólagos oka az állami beavatkozások szükségességének.

## A piac legfontosabb diszfunkciói
- Még a tökéletes verseny feltételeinek teljesülése mellett is adódhat olyan helyzet, hogy a piaci mechanizmus nem a piaci egyensúly felé vezet, hanem éppen ellenkezőleg, egyre nagyobb kilengéseket eredményez → Pókháló-tétel
- A piaci mechanizmus egyenlőtlen jövedelemelosztást eredményez (munkaképtelenek, betegek, idősek, fiatalok)
- Gazdasági ciklusok: amelyek következtében ideiglenesen az egyensúlyi munkanélküliség szintjénél magasabbra juthat a munkanélküliségi ráta és ez a hiszterézis-hatás következtében akár tartóssá is válhat.
- A beruházások elkerülik az alacsony profitrátájú területeket.